# Mazerier

Mazerier este o comună în departamentul Allier din centrul Franței. În 1 ianuarie 2022 avea o populație de 320 de locuitori.

## Istoric
La 2 iulie 1378, Jean de Chauvigny, Lord of Blot, recunoaște că satul Masères (Mazerier), pe care îl are în spate pentru Ducele de Bourbonnais din cauza castelului lui Gannat, este responsabilitatea acestei chatellenie, deși Fort de Blot este dintr-o altă provincie.

## Geografie

### Așezare
Satul Mazerier se află la sud de departamentul Allier, la 2,6 km nord de Gannat, pe drumul spre Saint-Bonnet-de-Rochefort. Locuințele celor două comune astăzi tind să se întâlnească, separate doar de decalajul A719. Teritoriul orașului este, în cea mai mare parte, pe versanții, parțial calcar, care separă Bourbonnais Limagne de malul drept al Sioulei. Orașele și satele Langlard din nord și Puy de Mazerier din sud, care se află la marginea dealului, se bucură de o panoramă remarcabilă a orașului Limagne și dincolo, pe Montagne Bourbonnaise. Doamna de Sevigne, vizitând castelul lui Langlard la prietena ei, Abbot Bayard, observase deja atracția terasei sale cu vedere spre câmpie.

### Geologie și relief
Comuna acoperă 723 de hectare; altitudinea sa variază între 290 și 461 de metri.

### Transport
Teritoriul municipiului este străbătut de drumurile departamentale 37 (linia Gannat către Saint-Bonnet-de-Rochefort), 216 (spre Jenzat) și 557 (spre RD 2009, vechiul drum național 9, pe limita comună cu Saulzet).
Cel mai apropiat acces la o autostradă este A719, accesibil prin intermediul interfeței 14.
Linia de cale ferată de la Commentry până la Gannat trece prin oraș. Cea mai apropiată gară se află la Gannat.